# Grigorij Rosen
Grigorij Władimirowicz Rosen (ros. Григорий Владимирович Розен, niem. Georg Andreas von Rosen; ur. 30 września (11 października) 1782, zm. 6 (18) sierpnia 1841, Moskwa) – generał rosyjski pochodzenia niemieckiego, baron.

## Życiorys
Pochodził z estońskiej rodziny arystokratycznej. Imię jego tłumaczy się jako Grzegorz, jeśli przyjąć za punkt wyjścia wersję rosyjską, lub też Jerzy, jeśli przyjąć wersję niemiecką. Już jako siedmiolatek przystał na służbę wojskową.
Walczył w kampanii francuskiej lat 1805-1807, potem bił się ze Szwedami na terenie Finlandii (1808-1809). Walczył również w kampanii lat 1812-1814, odznaczył się w bitwie pod Borodino, doszedł do Paryża.
Od 1809 generał-major, generał-lejtnant od 1813 roku, generał-adiutant od 1818 roku, generał piechoty od 1826 roku.
Od 1827 roku był dowódcą 6 korpusu litewskiego. Walczył w czasie powstania listopadowego.
W końcu września 1831 roku wyznaczony dowódcą korpusu kaukaskiego, którym był do 1837 roku. W tym okresie między innymi tłumił zrywy narodowowyzwoleńcze, w tym powstanie listopadowe i powstanie Czeczenów.
W ostatnich latach życia, od 1837 roku pełnił również godność senatorską. Odznaczony Orderem Świętego Andrzeja, Orderem Świętego Aleksandra Newskiego, Orderem Świętego Jerzego II, III i IV klasy, Orderem Świętego Włodzimierza I, II i III klasy, Orderem Świętej Anny I klasy, Krzyżem Wielkim Polskiej Odznaki Zaszczytnej za Zasługi Wojenne, pruskim Pour le Mérite, Orderem Czerwonego Orła, perskim Orderem Lwa i Słońca.
Zmarł w Moskwie i tam też jest pochowany.